# Coleophora zelleri
Coleophora zelleri é uma espécie de mariposa do gênero Coleophora pertencente à família Coleophoridae.